# 6485 Wendeesther
6485 Wendeesther (1990 UR1) là một tiểu hành tinh bay qua Sao Hỏa được phát hiện ngày 25 tháng 10 năm 1990 bởi C. S. Shoemaker ở Đài thiên văn Palomar.